# Oxidia
Az Oxidia 1965-ben bemutatott magyar rajzfilm, amely Komlós János ötlete alapján készült. Az animációs játékfilm rendezője és írója Nepp József, zeneszerzője Deák Tamás. A mozifilm a Pannónia Filmstúdió gyártásában készült.

## Rövid tartalom
Az elképzelt országban játszódó történet aktuális problémákat, a kapzsiságot, a megvesztegetést figurázza ki.

## Alkotók
- Rendezte és tervezte: Nepp József
- Írta: Komlós János, Nepp József
- Zenéjét szerezte: Deák Tamás
- Operatőr: Neményi Mária
- Hangmérnök: Bélai István
- Vágó: Czipauer János
- Gyártásvezető: Sárospataki Irén

Készítette a Pannónia Filmstúdió.